# Batres
Batres es un municipio y localidad española del sur de la Comunidad de Madrid, a unos 44 kilómetros de la capital. El término municipal, que cuenta con una población de 1943 habitantes (INE 2024), es atravesado en dirección norte-sur por el río Guadarrama. El edificio más destacado de Batres sería la casa-fuerte o castillo de Batres, construido entre los siglos XV y XVI. Unas tres cuartas partes del término municipal se encuentran incluidas dentro del parque regional del Curso Medio del Río Guadarrama y su Entorno.

## Ubicación
El término municipal se ubica en el sur de la Comunidad de Madrid, en la parte central de la península ibérica. La localidad se encuentra en el punto kilométrico 35 de la carretera M-404 (Navalcarnero-Villarejo de Salvanés), a 44 kilómetros de la capital. El municipio limita al norte con Moraleja de Enmedio y al oeste con Navalcarnero y El Álamo. Por el este aparece Serranillos del Valle, pueblo que también lo bordea por el sur, junto con Carranque y Casarrubios del Monte, ambos en la provincia de Toledo. El río Guadarrama atraviesa en dirección norte-sur el término municipal de Batres, caracterizado, en el plano geológico, por la presencia de campiñas detríticas.
Batres está integrado en la Mancomunidad de Servicios del Suroeste de Madrid, organismo constituido en 1980, cuyo principal objetivo es la puesta en marcha de servicios comunes para las localidades de la comarca suroccidental de la Comunidad de Madrid. Además de Batres, están incluidos en esta mancomunidad los municipios de Griñón, Moraleja de Enmedio, Serranillos del Valle, Torrejón de la Calzada y Torrejón de Velasco.

## Historia
Batres tiene una larga historia, que se remonta a la época prerromana, cuando se destacó como un importante asentamiento carpetano. Desde entonces, varios han sido sus emplazamientos:
- En el periodo romano, la población era conocida como la Gran Watria, de la que se desconoce su ubicación exacta, si bien diferentes excavaciones arqueológicas han puesto al descubierto distintas obras de ingeniería hidráulica de origen romano, así como los restos de una villa romana. Estos se han localizado en el vecino pueblo de Carranque, en la provincia de Toledo.

- Durante la repoblación cristiana, iniciada tras la Reconquista, surgió un nuevo núcleo, en las inmediaciones del primitivo asentamiento romano, que fue arrasado por los almorávides. El pueblo era conocido entonces como la Gran Villa de Batres y tenía como foco principal el monasterio de Santa María de Batres, construido en torno a una antigua basílica cristiana, cuyos restos se sitúan igualmente en Carranque.

- La tercera ubicación se corresponde con el núcleo urbano actual.

Las primeras referencias escritas de Batres aparecen en el año 150, de manos del emperador romano Antonino Pío, que citó a la Gran Watria en uno de sus escritos. El pueblo alcanzó cierta relevancia, como prueba el hecho de que Materno Cinegio, cónsul ordinario de Roma en Constantinopla y tío del emperador Teodosio, eligiera el lugar para construir una villa romana.
La Gran Watria fue prácticamente arrasada con la llegada de los musulmanes a la península ibérica. Durante la Reconquista cristiana, una vez tomada la ciudad de Toledo por Alfonso VI de Castilla, el antiguo enclave romano fue objeto de una rápida repoblación, dada su ubicación estratégica en la cuenca del río Guadarrama, donde se cruzaban varias vías romanas de importancia.
El Concejo de Madrid, la Comunidad de Villa y Tierra de Segovia y el Arzobispado de Toledo se disputaron el control de Batres, que finalmente quedó en manos del monje cluniacense Maestro Hugo, mediante donación de Alfonso VII de Castilla. Fue el origen del monasterio de Santa María de Batres, perteneciente a la Orden de Cluny, cuya comunidad pervivió hasta el siglo XIII.
En el siglo XIV, se constituyó un señorío en torno a Batres, por el que han desfilado personalidades políticas, militares y culturales de importancia. La más destacada es, sin duda, la del poeta toledano Garcilaso de la Vega (1501 o 1503-1536), que residió  en el castillo de Batres.
Era hijo de Garcilaso de la Vega, un hombre con actividad política relevante —como otros miembros de la poderosa familia Mendoza—, en el gobierno provisional que siguió a la muerte de Felipe el Hermoso y durante la regencia de Fernando el Católico. Su madre era Sancha de Guzmán, señora de Batres, nieta de Fernán Pérez de Guzmán, autor de la obra Generaciones y Semblanzas.
Con la Desamortización del siglo XVIII, las tierras de Batres fueron fraccionadas y repartidas entre los actuales municipios de Batres, Casarrubios del Monte y Carranque, estos dos últimos en la provincia de Toledo.

## Medio físico

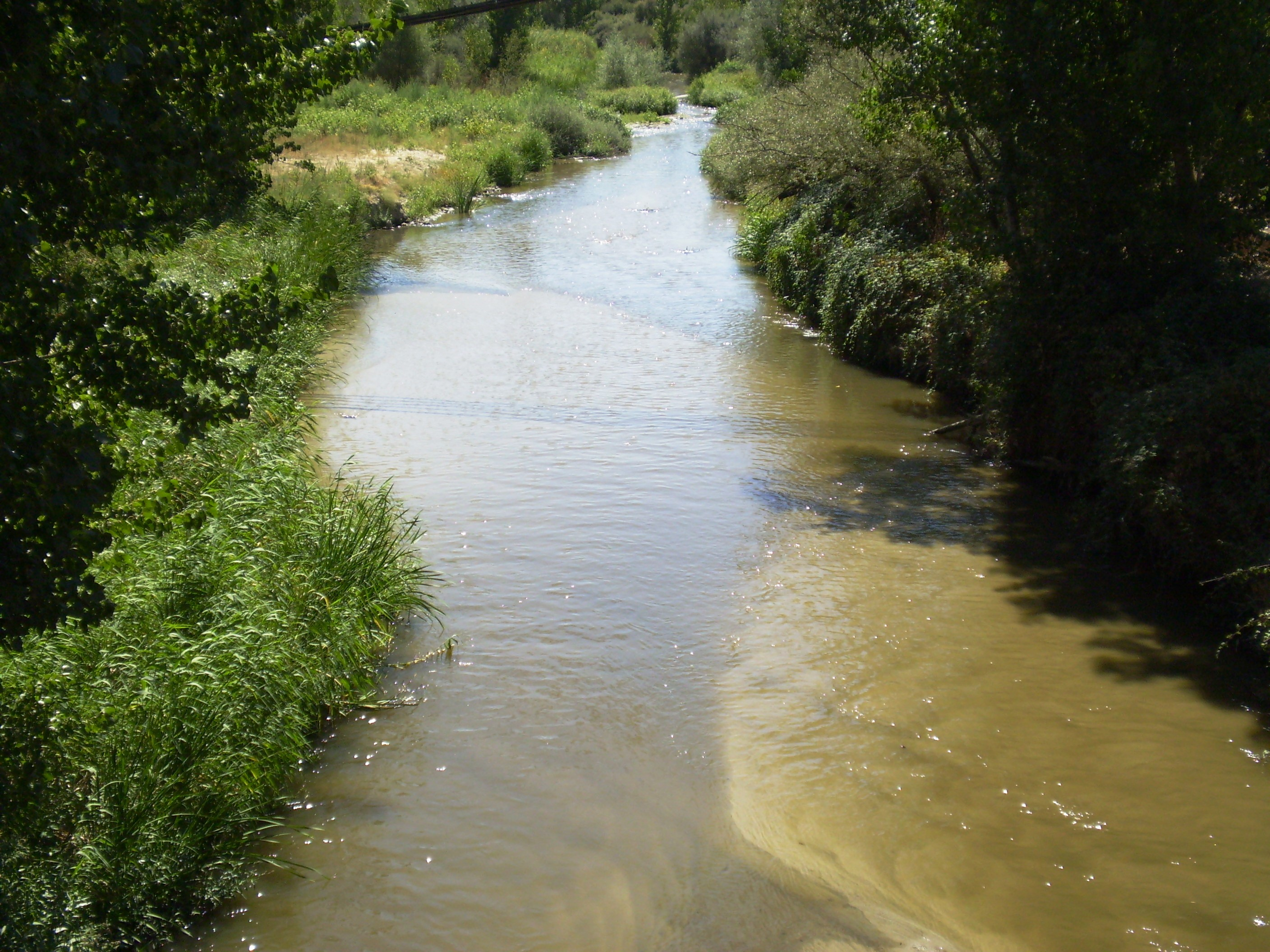
Vista del río Guadarrama

El pueblo se encuentra en la latitud 40º 13' N y en la longitud 003º 55' O. Tiene una superficie de 21,58 km² y presenta una altitud media de 601 metros. Su término queda definido orográficamente por las campiñas del río Guadarrama, que configura diferentes cárcavas, entre las que sobresale la Cárcava del Arenal. Geológicamente, el municipio se encuentra enclavado en la depresión del Tajo, río del que es tributario el Guadarrama. Todos sus arroyos vierten en esta última corriente fluvial.
En lo que respecta a la vegetación, existen cuatro ecosistemas principales: los sotos y riberas del Guadarrama, los matorrales y pastizales, las masas mixtas de pino y encina (que aparecen fundamentalmente en el entorno del castillo) y los encinares, de carácter adehesado.

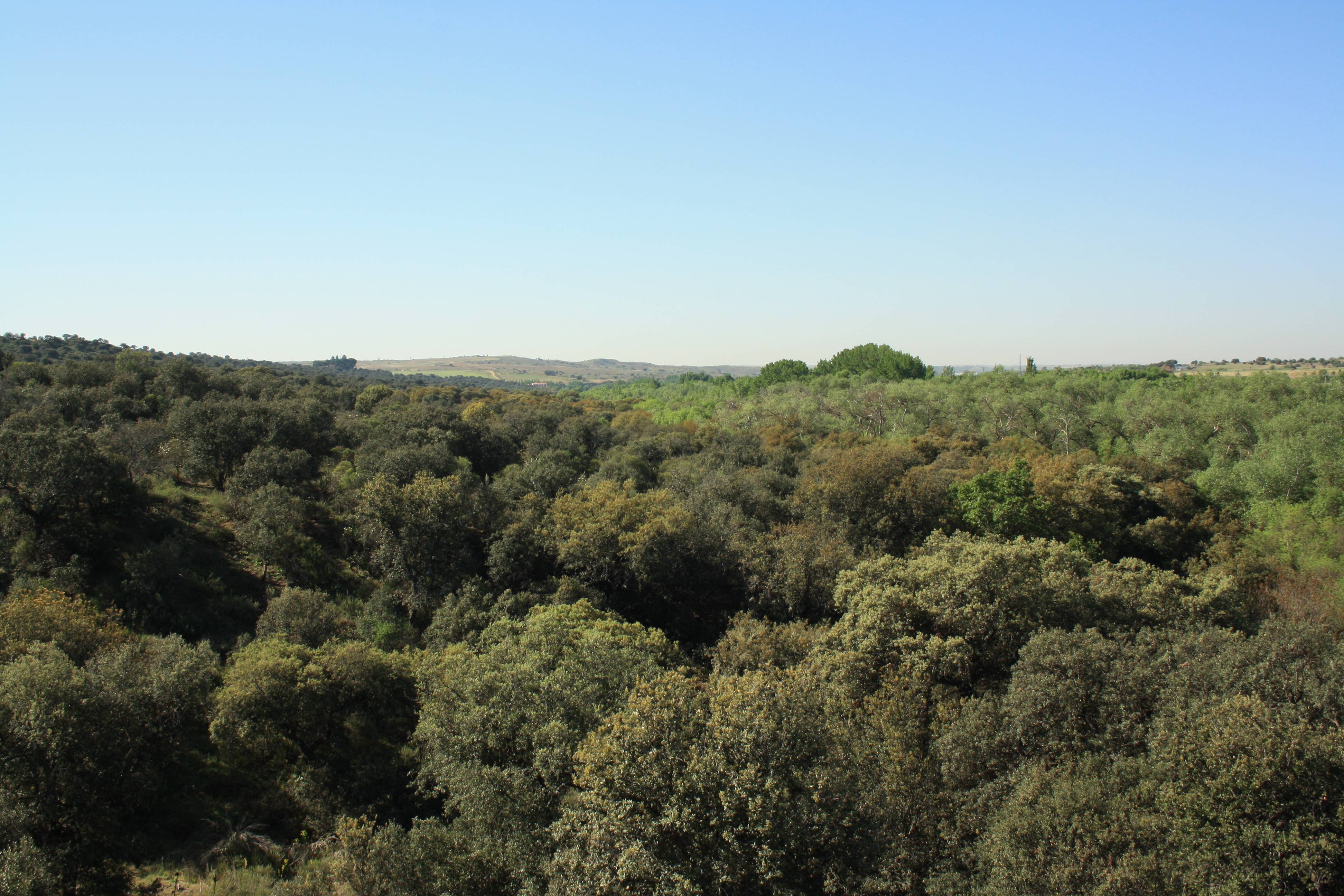
Monte de Batres

Batres se encuentra incluido en el Parque regional del curso medio del río Guadarrama y su entorno, al que aporta el 75% de su término, esto es, un total de 1625,21 hectáreas. Es el municipio más meridional de este espacio natural protegido. La Cárcava del Arenal y el Monte de Batres también forman parte del citado parque regional.
El encinar más importante de su término es el denominado Monte de Batres, que figura con la categoría de máxima protección dentro del citado parque regional. En este enclave habita una importante fauna avícola, con especies de alto interés ecológico como el águila imperial, el águila real, el águila perdicera, el buitre negro, el elanio azul, el milano real, el halcón peregrino, el aguilucho pálido y el halcón abejero, esta última de paso.
El Monte de Batres también reúne aves esteparias, caso del sisón, el alcaraván y, ocasionalmente, la avutarda. También hay poblaciones de mochuelos y cernícalos y bandadas de jilgueros, pardillos, verderones y calandrias.
En lo que respecta a la climatología, Batres presenta un clima mediterráneo continentalizado, que, dada su ubicación en la depresión del Tajo, posee un carácter extremado.

## Demografía
Cuenta con una población de 1943 habitantes (INE 2024).
| Gráfica de evolución demográfica de Batres entre 1842 y 2021                                                          |
| |
| Población de derecho según los censos de población del INE. Población de hecho según los censos de población del INE. |

## Administración

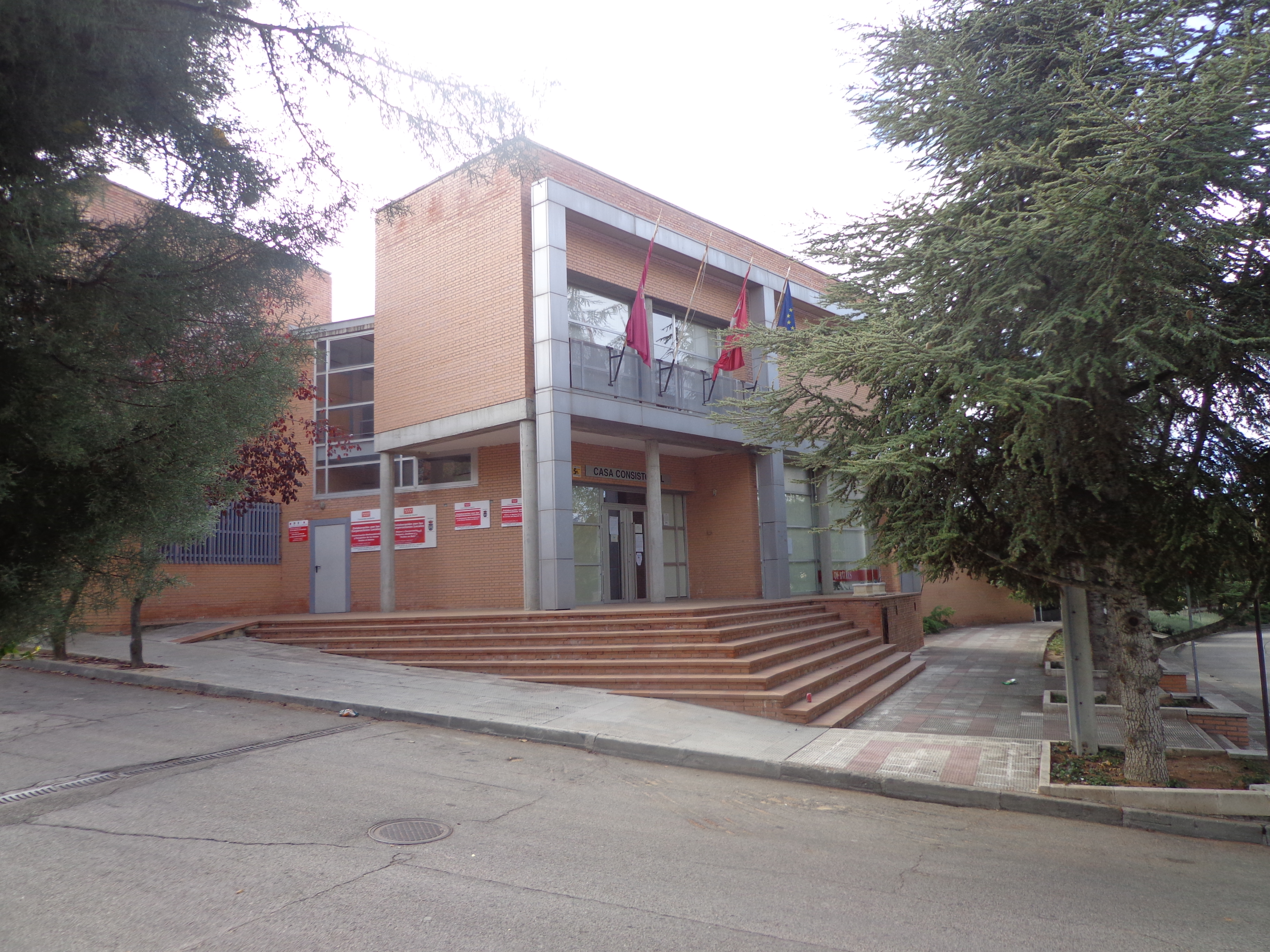
Casa consistorial de Batres

| Partidos políticos en el Ayuntamiento de Batres (2019-2023) |                  |            |
| Partido político                                            | Partido político | Concejales |
|                                                             | ADB              | 4          |
|                                                             | TDB              | 3          |
|                                                             | PSOE             | 1          |
|                                                             | VOX              | 1          |

## Monumentos

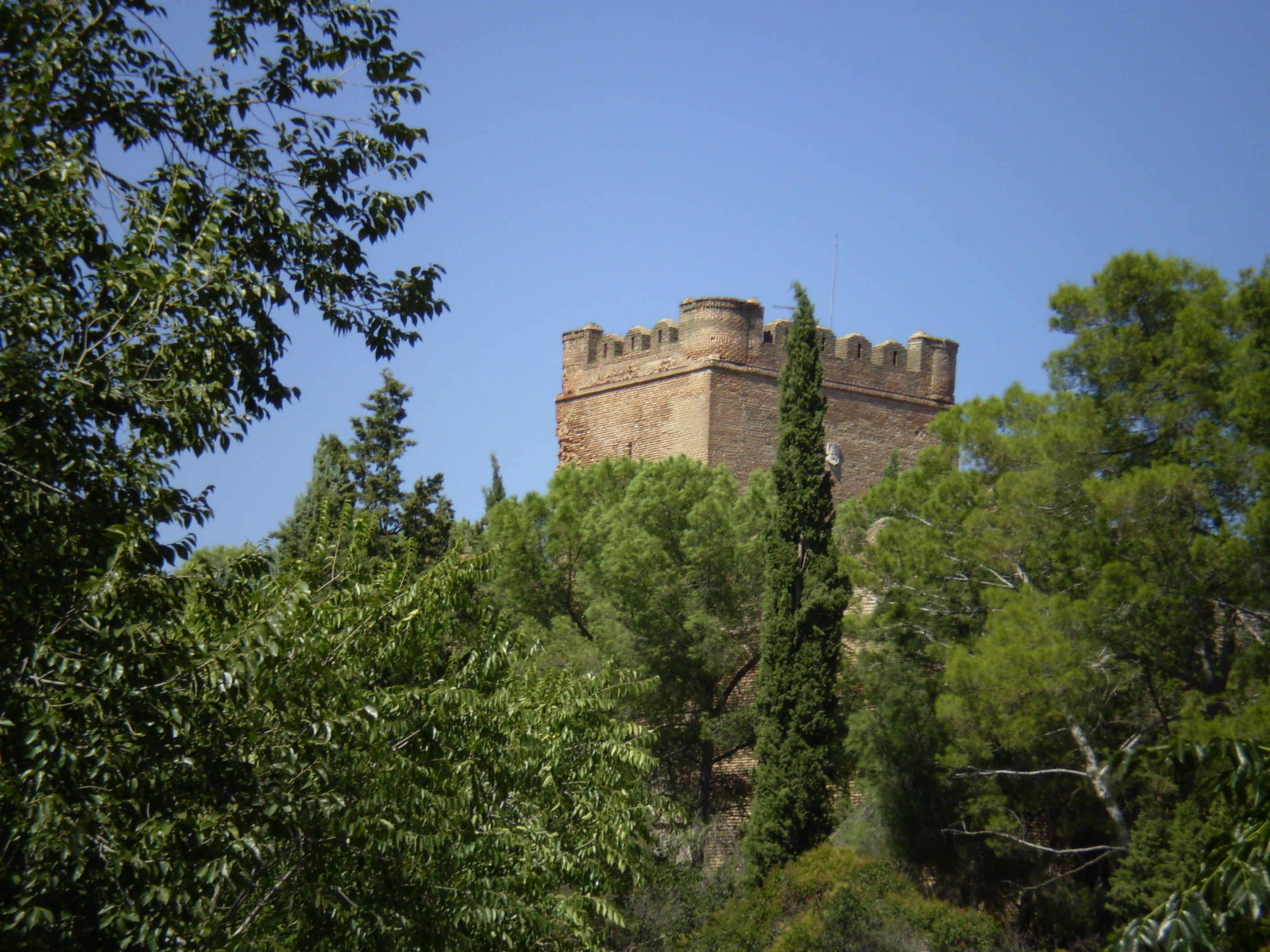
Castillo de Batres

El Conjunto Histórico-Artístico de la «Casa-fuerte de Batres, la Fuente de Garcilaso y alrededores» fue adquirido y restaurado por Luis Moreno de Cala en el año 1959-1970, mediante decreto del Ministerio de Educación y Ciencia, de 22 de julio.
En él se integra el castillo, edificado entre los siglos XV y XVI, como palacio fortificado. Ha estado vinculado históricamente con los señores de Batres, que lo utilizaron como residencia. Ahora la familia Moreno de Cala lo utiliza como casa de campo y recreo. Incorpora diferentes estilos arquitectónicos, entre los que destacan el gótico isabelino y el plateresco. Está ubicado sobre un altozano, en medio de una frondosa arboleda, donde se mezclan especies vegetales autóctonas y espacios ajardinados. En 1959 fue adquirido y restaurado por el arquitecto Luis Moreno de Cala y Torres, en 1970 fue catalogado como Conjunto Histórico-Artístico. Cuando Luis Moreno de Cala cuando lo adquirió comenzó un laborioso estudio para su posterior restauración, a día de hoy es uno de los castillos mejor conservados de titularidad privada ya que sigue perteneciendo a la familia Moreno de Cala. Esta fortificación estuvo vinculada históricamente con el poeta Garcilaso de la Vega, que residió en ella.
Dentro del recinto de la fortaleza, se encuentran diferentes monumentos, igualmente protegidos por la citada figura legal. Es el caso de la Fuente de Garcilaso, la Huerta del Mirador, la iglesia parroquial de Nuestra Señora de la Asunción, el subterráneo de la bodega, el puente sobre el arroyo del Sotillo, la Fuente del Chorro, la cercas del castillo, el almacén, la Casa del Hortelano y la Presa de Agua.
Fuera del recinto, el Ayuntamiento de Batres ha protegido tres puentes, los secaderos de las riberas del Guadarrama, varios molinos y el Paisaje Arqueológico de Los Barrancos.

## Educación
En Batres hay una guardería, de carácter público, y un colegio público, Manuel José Quintana, en el que están matriculados alrededor de cien niños.

## Transporte público
Batres tiene tres líneas de autobús, comunicando una de ellas con Madrid capital, en el Intercambiador de Plaza Elíptica.
| Línea | Recorrido                                                   |
| ----- | ----------------------------------------------------------- |
| 460   | Madrid (Plaza Elíptica) - Parla - Batres                    |
| 499   | Móstoles (Estación) - Arroyomolinos / Batres (Cotorredondo) |
| 529A  | Móstoles (Hospital Rey J. Carlos) - Navalcarnero - Batres   |